# 凱斯特峰
凱斯特峰（英語：Kester Peaks）是南極洲的山峰，位於伊利沙伯女皇地，處於馬爾維爾山以南9公里，屬於彭薩科拉山脈中福里斯特爾山脈的一部分，美國地質調查局根據測量和美國海軍拍攝的空中照片繪入地圖，現時由南極條約體系管理。